# Отгонцецег Галбадрах
Отгонцецег Галбадрах (нар. 25 січня 1992, Улан-Батор, Монголія) — казахська, раніше монгольська, дзюдоїстка, бронзова призерка Олімпійських ігор 2016 року.

## Виступи на Олімпіадах
| Олімпіада           | Дисципліна | Місце   |
| ------------------- | ---------- | ------- |
| Ріо-де-Жанейро 2016 | До 48 кг   | 3       |
| Токіо 2020          | До 48 кг   | 1 раунд |